# Catedral basílica de San Esteban (Székesfehérvár)
La catedral Catedral de Székesfehérvár (en húngaro: Szent István-székesegyház és bazilika) es el nombre que recibe un edificio religioso de la iglesia católica en Hungría que sirve como la catedral de la ciudad de Székesfehérvár, y por tanto la sede de la diócesis de Székesfehérvár (Dioecesis Albae Regalensis o Székesfehérvári egyházmegye) que fue creada en 1777 mediante la bula "In universa gregis" del papa Pío VI.
La iglesia es de estilo barroco, fue construida entre 1758 y 1768. El coro y el altar fueron diseñados por el famoso arquitecto austriaco Franz Anton Hillebrand, los frescos interiores que representan escenas de la vida del rey Esteban I, el retablo del altar representa al rey Esteban arrodillado delante de la Madre de Dios y fue hecho por Vinzenz Fischer, mientras que las imponentes pinturas del techo son de Johan Cymbala.

## Véase también

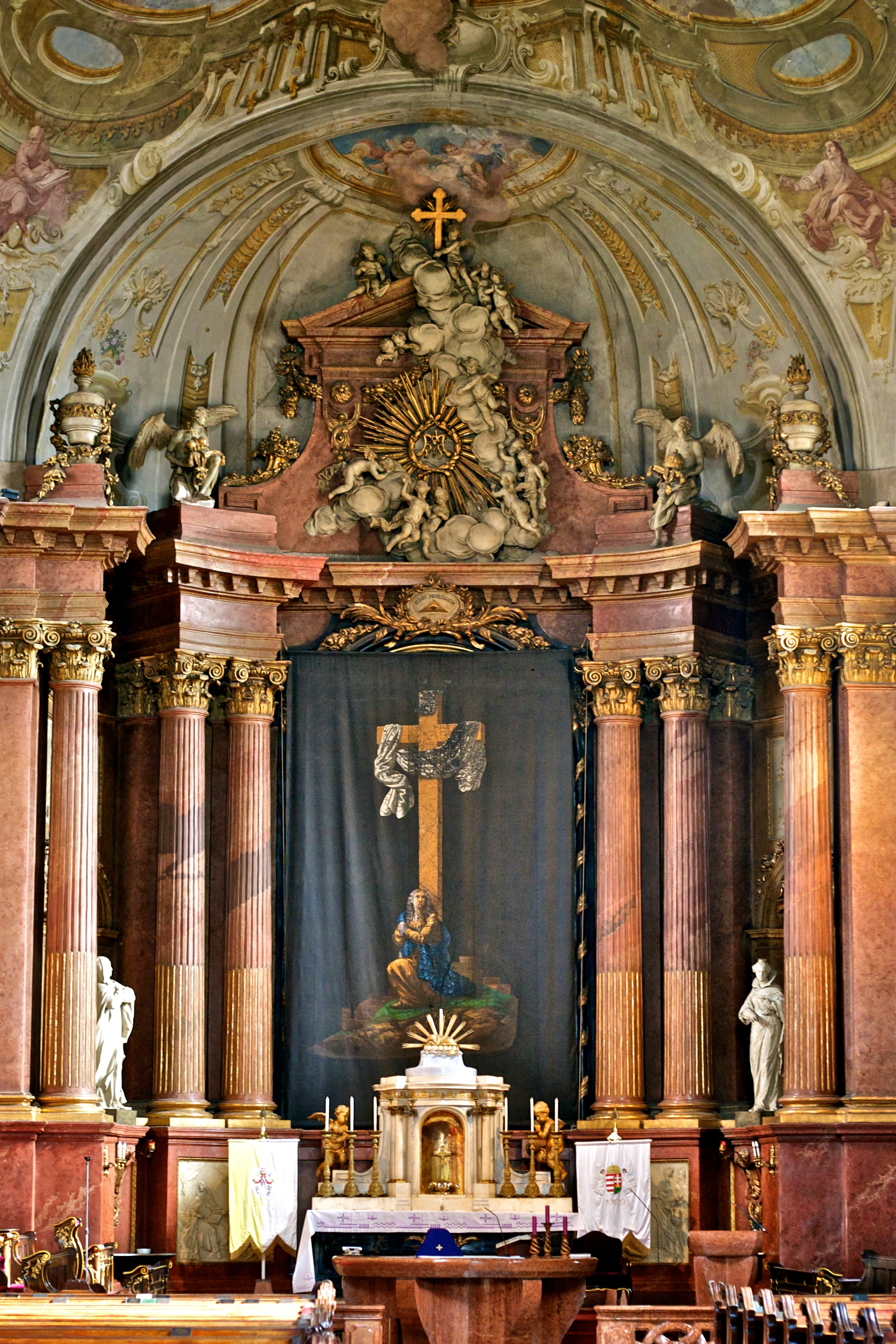
Vista interna